# Allocosa handschini
Allocosa handschini är en spindelart som först beskrevs av Schenkel 1937.  Allocosa handschini ingår i släktet Allocosa och familjen vargspindlar.
Artens utbredningsområde är Marocko. Inga underarter finns listade i Catalogue of Life.